# The Bureau: XCOM Declassified
The Bureau: XCOM Declassified è un videogioco sparatutto in terza persona della serie XCOM, sviluppato da 2K Marin e distribuito da 2K Games per Microsoft Windows, PlayStation 3 e Xbox 360 il 20 agosto 2013 in Nord America e per OS X il 27 novembre 2013 da Transgaming.

## Trama
Il gioco è ambientato sul finire del 1962, in piena Guerra fredda tra USA e URSS, e incentrato su un'invasione aliena della Terra. In precedenza agli avvenimenti narrati nel videogioco, il presidente statunitense John F. Kennedy aveva autorizzato la creazione del Bureau of Strategic Emergency Command, unità governativa top secret con il compito di coordinare le forze militari americane in caso di un'invasione sovietica. Il direttore del Bureau, Myron Faulke, aveva tuttavia un'altra visione per l'organizzazione: fungere da argine contro gli "Esterni" (Outsiders), ostili forze extraterrestri che egli riteneva avessero operato per i precedenti sei mesi al fine di preparare il terreno a una futura prossima invasione del pianeta. Il giocatore assume il ruolo dell'agente speciale della CIA William Carter, al quale viene assegnato il compito di recapitare un pacco segreto al direttore Faulke presso i laboratori di ricerca del Bureau a Groom Range. Quella che inizialmente sembrava essere una semplice missione si rivelerà l'inizio di un'avventura nel corso della quale Carter e gli uomini della sua squadra dovranno combattere contro un nemico alieno molto più potente e pericoloso dei comunisti.

## Accoglienza
| Testata                            | Versione | Giudizio |
| ---------------------------------- | -------- | -------- |
| GameRankings (media al 18-12-2017) | X360     | 69,96%   |
| GameRankings (media al 18-12-2017) | PS3      | 65,56%   |
| GameRankings (media al 18-12-2017) | PC       | 61,91%   |
| Metacritic (media al 18-12-2017)   | PS3      | 69/100   |
| Metacritic (media al 18-12-2017)   | X360     | 68/100   |
| Metacritic (media al 18-12-2017)   | PC       | 66/100   |
| Destructoid                        | -        | 4,5/10   |
| Eurogamer                          | -        | 7/10     |
| Joystiq                            | -        | 4/5      |